# Teghut, Tavush
Teghut là một đô thị thuộc tỉnh Tavush, Armenia. Dân số ước tính năm 2011 là 1421 người.